# Terry Lovejoy
Terry Lovejoy (20 de novembro de 1966) é um profissional do ramo da tecnologia da informação australiano, contudo é mais conhecido como um astrônomo amador. É um prolífico descobridor de cometas, incluindo o C/2011 W3 (Lovejoy), o primeiro cometa rasante Kreutz descoberto por observações em solo por 40 anos. Também é conhecido por popularizar métodos para modificar câmeras digitais convencionais para que possam ser utilizadas como câmeras digitais para astrofotografia.

## Astrofotografia
Lovejoy é conhecido entre os astrônomos amadores por identificar as modificações necessárias em câmeras digitais para astrofotografia. Estas câmeras possuem filtros que bloqueiam a luz infravermelha. Infelizmente, também bloqueiam parte da luz vermelha que muitos objetos de céu profundo emitem. Depois que ele publicou os métodos para modificar estes filtros, muitos astrônomos amadores puderam melhorar suas fotos de céu profundo.
Gordon J. Garradd descobriu um asteroide em 3 de agosto de 2000 e o nomeou 61342 Lovejoy para homenagear Lovejoy.
Em 15 de março de 2007 utilizou uma câmera modificada para descobrir o cometa C/2007 E2 (Lovejoy). Dois meses depois ele descobriu outro cometa nomeado C/2007 K5 (Lovejoy).
Em 27 de novembro de 2011, com a descoberta do cometa C/2011 W3 (Lovejoy), tornou-se o primeiro astrônomo amador em 40 anos a descobrir um cometa rasante Kreutz a partir de uma observação feita no solo.
Em 7 de setembro de 2013 descobriu o cometa C/2013 R1 que tornou-se visível a olho nu em novembro do mesmo ano.
Em 17 de agosto de 2014 descobriu o cometa C/2014 Q2 (Lovejoy) na constelação de Puppis.
Em 9 de março de 2017 descobriu o cometa C/2017 E4 (Lovejoy).